# Reynolds Price
Edward Reynolds Price (Macon, 1º febbraio 1933 – Durham, 20 gennaio 2011) è stato uno scrittore e poeta statunitense.

## Biografia
Laureato alla Duke University e specializzato ad Oxford in letteratura inglese.
Ha pubblicato racconti sulla rivista Encounter.
Una lunga vita felice (A long and happy life) è stato il suo primo romanzo, tradotto in Italiano da Giancarlo Bonacina e pubblicato da Bompiani nel 1963.

## Edizioni italiane
- Una luna vita felice, Mattioli 1885, Fidenza 2019, traduzione di Livio Crescenzi, ISBN 978-88-6261-701-7